# Koń szlachetny półkrwi
Polski koń sportowy (daw. "Polski koń szlachetny półkrwi") – populacja koni hodowanych w Polsce do jeździeckiego sportu wyczynowego, pochodząca od klaczy wielkopolskich, małopolskich i klaczy pochodzenia zagranicznego kojarzonych z ogierami wpisanymi do ksiąg stadnych zrzeszonych w Światowej Federacji Hodowli Koni Sportowych (WBFSH). Polskie konie sportowe są jednymi z najpopularniejszych w Polsce, użytkowanymi także w sporcie amatorskim i rekreacyjnym.
Oznaczenie symboliczne rasy: "sp".

## Historia
W zapoczątkowaniu hodowli koni szlachetnej półkrwi znaczną rolę odegrała Stadnina koni w Nowielicach, gdzie w okresie powojennym hodowano konie oznaczane paleniem Gryfa Pomorskiego. Były to konie kalibrowe – masywne, z dużym udziałem krwi koni hanowerskich. Główną koncepcją hodowlaną było od początku wytworzenie konia sportowego. Klacze z gryfem kojarzono z ogierami wielkopolskimi, pełnej krwi angielskiej i angloarabskimi o tzw. sportowych rodowodach. W latach 70. włączono do hodowli ogiery importowane, m.in. hanowerskie i założono księgę stadną rasy.

## Pokrój
Do ogólnych cech pokroju należą: głowa o profilu prostym, mocna budowa ciała i mocne kończyny, ścięty zad, wysokość w kłębie między 160 a 170 cm, występowanie wszystkich maści podstawowych. Konie szlachetnej półkrwi występują ponadto w 3 typach:
- typ skokowy, który powinien charakteryzować się m.in. potęgą skoku, baskilem, energią, dużymi ramami oraz wzrostem 164 do 175 cm wysokości w kłębie i mocno umięśnionym zadem oraz silnym grzbietem;
- typ ujeżdżeniowy o harmonijnej budowie ciała, chętnie współpracujący z człowiekiem, o odpowiednim temperamencie, a także urodzie i efektownych chodach;
- typ WKKW o średnich wymiarach ciała, bardzo dużej odporności i wytrzymałości organizmu (zwłaszcza aparatu ruchu i układu kostno-szkieletowego), dzielności i sile oraz harmonijnej i proporcjonalnej budowie ciała.

## Hodowla
U populacji koni szlachetnej półkrwi występuje "brak genetycznej konsolidacji posiadanych cech i ich rozszczepianie się w kojarzeniu mieszańców między sobą". W związku z tym, dąży się w hodowli do uzyskania takiego stopnia konsolidacji genetycznej i genotypowej, który umożliwi kontynuację rasy bez "importu" genów innych ras – hodowla koni szlachetnej półkrwi objęta jest programem zmierzającym do genetycznego i fenotypowego doskonalenia rasy.
Do najważniejszych ośrodków hodowli należą m.in.: Stadnina Koni Nowielice, Stadnina koni w Mosznej, Stadnina Koni Walewice, Stadnina Koni Ochaby, Stadnina Koni Pępowo i Stadnina Koni Nowa Wioska.